# Horst Wolf (Sänger)
Horst Wolf (* 16. Juli 1894 als Guido Horst Wolf in Zwickau, Sachsen; † 29. Februar 1980 in Halle/Saale) war ein deutscher Heldentenor, der über 25 Jahre am Theater in Dessau, aber auch an den Staatsopern in Berlin, München, Wien und Dresden sowie an fast allen größeren Opernhäusern Deutschlands und im europäischen Ausland vor allem in Wagner-Partien, seit 1935 als Anhaltischer Kammersänger, gewirkt hat.

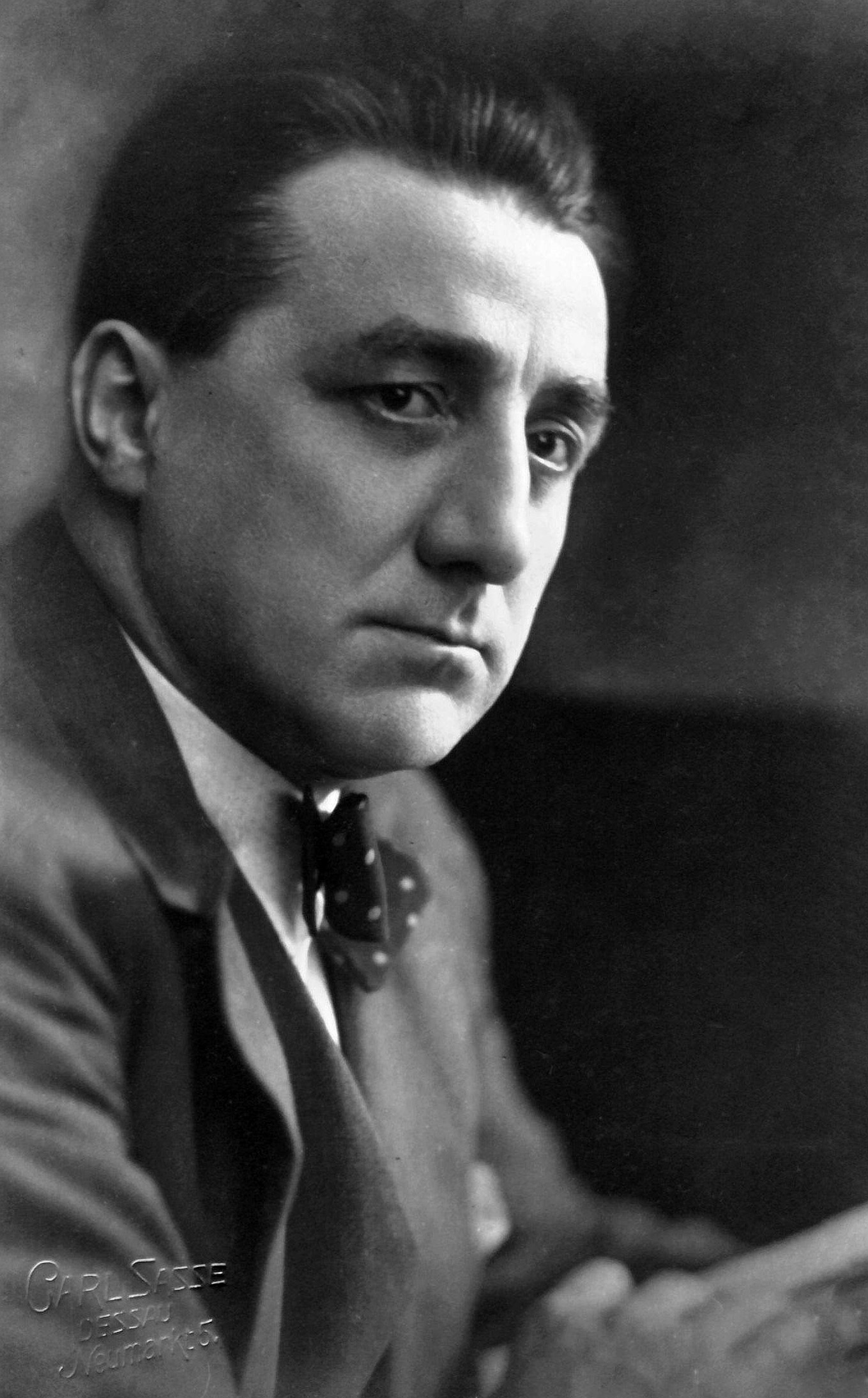
Horst Wolf (1934)

## Leben
Als Sohn des Eisenwaren-Großhändlers Anton Albert Wolf (1864–1942) und dessen Ehefrau Emilie Martha (1869–1946) besuchte er die Schule und das Gymnasium in Zwickau. In dieser Zeit erhielt er als Mitglied im Kirchenchor der Marienkirche Gesangsunterricht bei dem verdienstvollen Kantor Prof. Emil Reinhard Vollhardt (1858–1926), der ihn später zum Chorpräfekten ernannte. Sein erster Gesangslehrer war in Zwickau der erfahrene Sänger und Regisseur Johann Ludwig Kaula (1843–1920). Sein Debüt als Opernsänger gab er noch als Gymnasiast 1913 als Contran in Das Goldene Kreuz von Ignaz Brüll (1846–1907).
Nach dem Abitur studierte er an der Technischen Hochschule Danzig. Dieses Studium wurde durch seine Teilnahme am I. Weltkrieg unterbrochen. Er wurde als Kriegsfreiwilliger im August 1914 als königlich-sächsischer Fahnenjunker eingezogen. Bei einem belgischen Angriff in der Nähe von Ypern erlitt er im Januar 1915 einen Oberarmdurchschuss, der zur Lähmung seiner linken Hand führte – später niemals bemerkt von Publikum und Rezensenten. Als Leutnant der Reserve und dekoriert mit dem Ritterkreuz 2. Klasse des sächsischen Albrechts-Ordens mit Schwertern wurde er außer Dienst gestellt. Er setzte das Studium in Danzig fort und schloss es im Dezember 1918 als Diplom-Ingenieur ab. Danach wechselte er nach Dresden und arbeitete zunächst in einem Konstruktionsbüro, später in einer Eisenbetonfirma. Zugleich nahm er seit 1920 Gesangsunterricht bei dem bekannten Gesangspädagogen Prof. August Iffert (1859–1930), bei dem auch der Generalleutnant a. D. Charles Garke (1860–1936) Gesang studierte. Dieser alte General war zugleich Konzertagent und organisierte u. a. sogenannte „Kleinrentner-Konzerte“, bei denen Horst Wolf als Tenor mitwirkte. Im Jahr 1920 schloss Wolf seine Promotion zum Doktoringenieur an der Technischen Hochschule zu Dresden ab und heiratete seine Braut Eleonore Müller, Tochter des Zwickauer Superintendenten D. Paul Georg Müller (1866–1936). Noch als Diplom-Ingenieur unter Vertrag gab er im April 1923 am Theater in Görlitz – ohne jede Probe – sein Debüt als Opernsänger mit der Partie des Lohengrin.
Es folgten Engagements am Theater in Altenburg/Thüringen, zeitgleich mit Helge Rosvaenge, und darauf folgend in Stralsund und Rudolstadt.

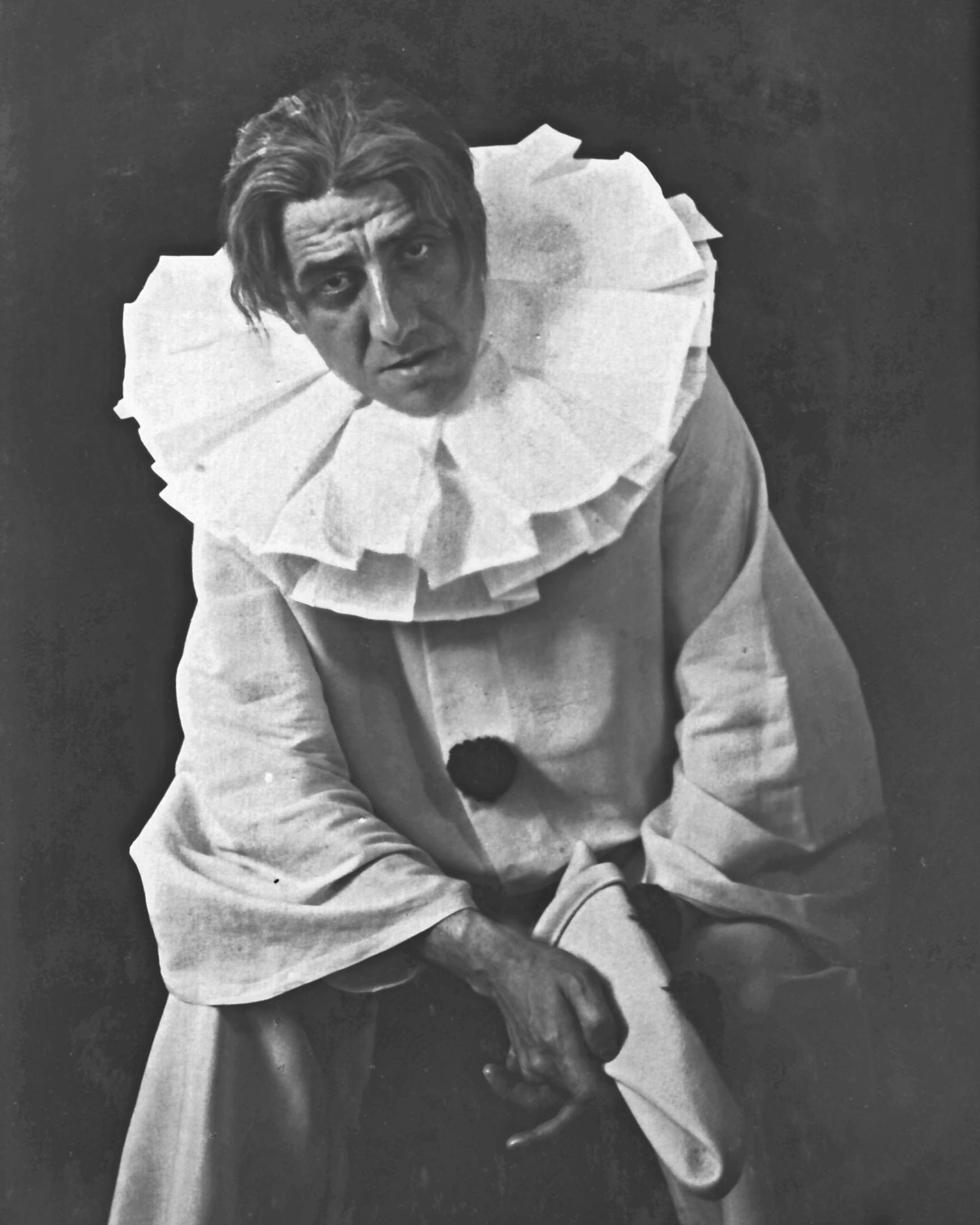
Horst Wolf als Bajazzo 1926 in Rudolstadt

Von 1922 bis 1924 nahm er privat dramatischen Unterricht beim Oberspielleiter der Dresdner Staatsoper Georg Toller (1862–1939) und hatte in einer Zeit ohne Engagement von 1926 bis 1929 intensiven privaten Gesangsunterricht bei dem Dresdner Heldenbariton Robert Burg (1890–1946), der seine Gesangstechnik korrigierte, überarbeitete und recht eigentlich formte. Es folgte ein erstes Engagement 1929 am Theater Dessau für eine Spielzeit, gefolgt von einem Engagement über drei Spielzeiten am Theater in Rostock, bis Horst Wolf in seinem zweiten Dessauer Engagement von 1933 bis 1957 diesem Theater die Treue hielt. So lehnte er u. a. Angebote der Deutschen Oper in Berlin, der Wiener Staatsoper und des Staatstheaters Stuttgart ab und entschied sich wiederholt für „die Provinz“ in Dessau. Bei seinem Ausscheiden aus dem Landestheater Dessau 1957 wurde er zu dessen Ehrenmitglied ernannt.
Nach seinem Ausscheiden aus dem Dessauer Theater sang er bis zu seinem 70. Lebensjahr weiter auf den Bühnen in Gera und Dresden-Radebeul sowie in Liederabenden in den Dessauer und Wörlitzer Schlössern. Mit der Partie des Tannhäuser nahm er am 9. April 1964 in Gera Abschied von der Bühne.
Bei dem Brand seines Hauses in Dessau im Januar 1980 kam seine zweite Frau – sie waren beide verwitwet, als sie 1968 heirateten – ums Leben, während er sich ins Freie retten konnte. Nur wenige Wochen später erlag er einem Herzleiden im Universitätsklinikum Halle am 29. Februar 1980. Seine letzte Ruhe fand er an der Seite seiner ersten Frau im Familien-Erbbegräbnis in Pegau bei Leipzig.

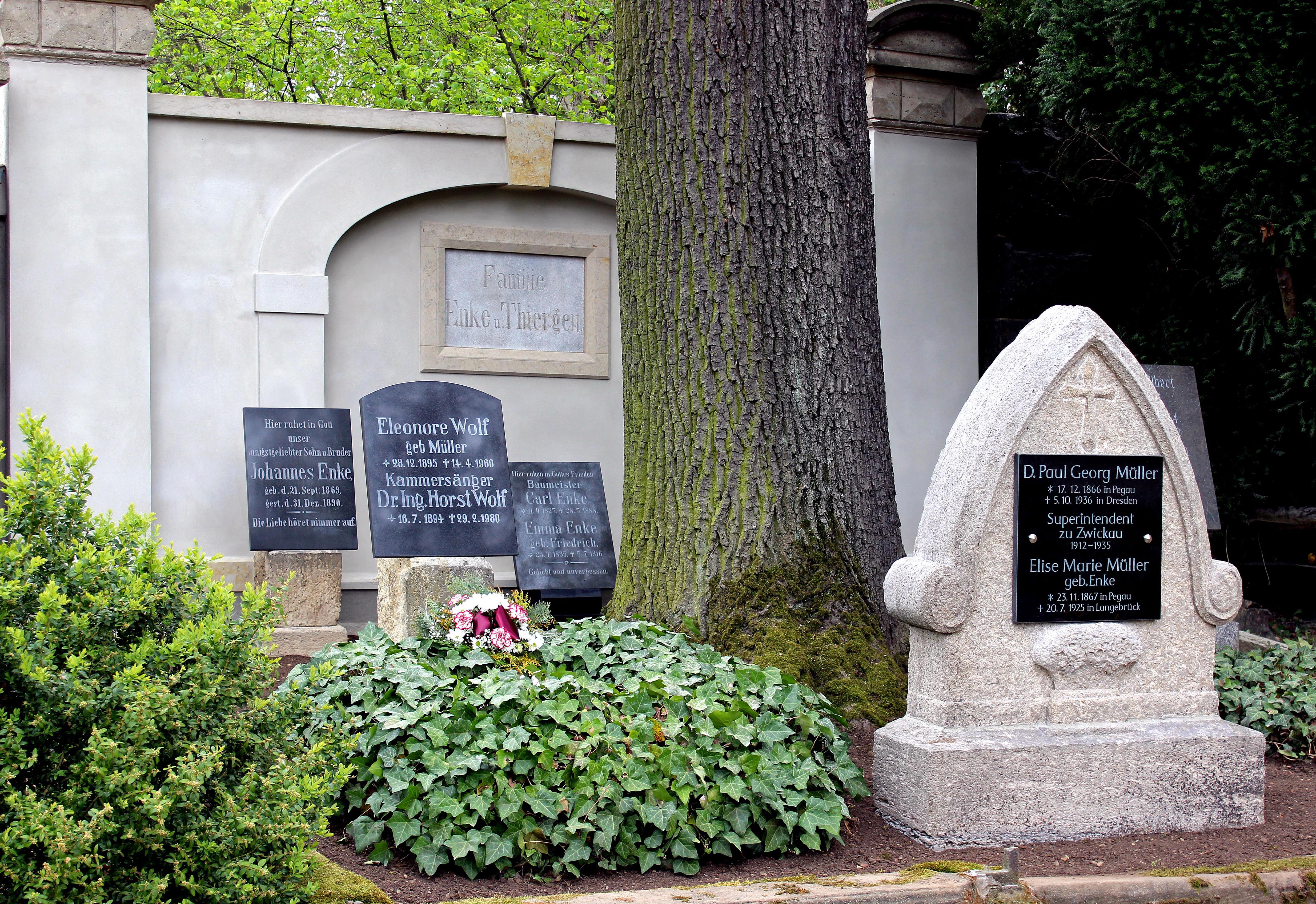
Grab von Horst Wolf auf dem Friedhof zu Pegau bei Leipzig

## Künstlerisches Wirken
In seinen Lebenserinnerungen beschreibt Horst Wolf seine Entwicklung vom Chorknaben in Zwickau bis zum schweren Heldentenor, der weit über die Grenzen seiner mitteldeutschen Heimat bekannt und als Gast gefragt war. Besonders in den großen Opern-Partien von Richard Wagner für sein Fach, als Tannhäuser, Siegfried und Siegmund, als Loge, Tristan, Parsifal, Stolzing und Erik, aber auch als Pedro in Tiefland von Eugen d’Albert, als Verdis Othello, als Cavaradossi in Tosca von Puccini konnte er national und international Erfolge feiern. Er sang an den drei großen Berliner Bühnen (Staatsoper, Deutsche Oper, Volksoper), an den Staatsopern in Wien, München und Dresden sowie an fast allen größeren Opernhäusern Deutschlands, wie z. B. in Stuttgart, Braunschweig, Essen, Hannover, Stettin (heute Szczecin), Kassel, Kiel, Bremen, Mannheim, Schwerin, Rostock, Weimar, Leipzig und Chemnitz. Ausländische Bühnen luden ihn zu Gastspielen u. a. in die Schweiz, in die Tschechoslowakei, nach Schweden, Belgien, Italien und Polen ein.
Im Laufe seiner 40-jährigen Karriere hat er mit vielen bedeutenden Sängerinnen und Sängern zusammen auf der Bühne gestanden, so u. a. mit Dusolina Giannini, Frida Leider, Erna Schlüter und Kerstin Thorborg, mit Rudolf Bockelmann, Robert Burg, Josef Greindl, Helge Rosvaenge und Kurt Böhme. Er sang unter Dirigenten wie Karl Elmendorff, Hans Knappertsbusch, Clemens Krauss, Artur Rother, Max von Schillings, Hans Schmidt-Isserstedt, Franz Konwitschny, Helmut Seidelmann und Klaus Tennstedt. Er stand mehr als 1600 Mal in über 90 Partien auf der Bühne. Dabei hat er die Partien des Tannhäuser, des Lohengrin und des Pedro jeweils über 100 Mal gesungen. Er sang 1938 den Marco Vanosti in der Uraufführung von Carina Corvi von Fritz Neupert (1893–1943), den Fürsten Schuiski in der deutschen Erstaufführung von Boris Godunow in der Originalfassung von Modest P. Mussorgski (1839–1881) aus dem Jahre 1874 in Dessau 1951, den Bánk Bán in der gleichnamigen Oper von Ferenc Erkel (1810–1893) bei deren deutscher Erstaufführung 1955 ebenfalls in Dessau, die Partie des Prospère in der DDR-Erstaufführung der Oper Der grüne Kakadu von Richard Mohaupt (1904–1957) 1959 in Dresden-Radebeul und die Partie des Smelkoff in Auferstehung von Ján Cikker (1911–1989) bei der deutschen Erstaufführung 1962 in Gera. Darüber hinaus führte er Regie bei 23 Operninszenierungen, darunter Die vier Grobiane und Sly von Ermanno Wolf-Ferrari (1876–1948), Der Mantel von Giacomo Puccini (1858–1924), Versiegelt von Leo Blech (1871–1958) und Lohengrin von Richard Wagner (1813–1883). Auch als Solist in Oratorien (Händel, Haydn, Schumann, Mendelssohn Bartholdy) und in Konzerten (z. B. IX. Sinfonie von Beethoven) und als Liedsänger war er gleichermaßen erfolgreich.
Für seine überragenden künstlerischen Leistungen wurde er schon 1935 in Dessau zum Kammersänger ernannt. Bereits damals sparte die Presse nicht mit Lob für seine Gestaltung der großen Tenorpartien von Wagner, Verdi und Puccini. So schrieb die Presse nach seinem Gastspiel als Loge in Rheingold in Antwerpen 1943: „Was er zeigte als Sänger und Darsteller gehört zu dem Vollkommensten, was zur Zeit gebracht werden kann.“
Bei der Eröffnung des neuen Dessauer Theaters am 29. Mai 1938 sang er den Max in Der Freischütz von Carl Maria von Weber in Anwesenheit von Adolf Hitler, der ihm dann 1940 aus seiner Privatkanzlei die Mitgliedschaft in der NSDAP übermitteln ließ. Eine solcherart angetragene Mitgliedschaft abzulehnen wäre damals zumindest künstlerischer Selbstmord gewesen.
Nach dem Zweiten Weltkrieg gehörte er zu den Künstlern, die die Kultur in Dessau zu neuem Leben erweckten. Bei der ersten Dessauer Opernaufführung nach dem Krieg im Dezember 1945 im Ausweichtheater Kristallpalast sang er den Florestan in Beethovens Fidelio. Ein letzter, gleichwohl wichtiger Höhepunkt in seinem künstlerischen Leben war die Mitwirkung an den Dessauer Wagner-Festwochen, die 1953 zum ersten Male stattfanden. Der damalige Intendant des Dessauer Landestheaters, Willy Bodenstein (1901–1981), stellte die Bedeutung des Heldentenors heraus, indem er formulierte: „Ohne Dr. Wolf könnte ich gar keine Wagnerfestspiele machen.“ Eine geradezu unglaubliche Leistung vollbrachte der Sänger, als er bei den III. Wagner-Festwochen 1955 sieben große Wagner-Partien in zehn Tagen sang! Ein Berliner Rezensent quittierte diese Leistung mit den Worten: „Der Wolf und die sieben Hauptpartien“, was zum geflügelten Wort am Theater geworden sein soll.
Horst Wolf hatte zeitlebens eine Abneigung gegen Tonaufnahmen im Studio. So gibt es von seiner Stimme keine professionellen Aufnahmen. Die frühen Rundfunkübertragungen wurden noch live gesendet, spätere Tonaufnahmen wurden verworfen oder gingen bei der Umstrukturierung des Rundfunkarchivs des DDR-Rundfunks nach 1990 verloren. Deshalb war es eine kleine Sensation, als bei der Präsentation seiner Lebenserinnerungen, unter dem Titel Die Wolfserzählung im Kamprad-Verlag 2020 herausgegeben, im Oktober desselben Jahres in der Dessauer Marienkirche eine Aufnahme mit seiner Stimme von 1936 erklang. Den Mitschnitt einer Konzertaufführung auf einer Decelith-Scheibe hatte der Musik-Dramaturg des Dessauer Theaters, Ronald Müller, 2006 auf Band übertragen und so für die Nachwelt erhalten.
Eine nicht geringere Sensation war 2022 die Präsentation einer Kassette mit fünf CDs mit seiner Stimme in Wagner-Partien, aber auch als Radames, Pedro und Cavaradossi, die im Label querstand des Kamprad-Verlags Altenburg erschien – 40 Jahre nach dem Tod des Sängers! Horst Wolf hatte in den späteren Jahren seiner Sängerlaufbahn zur Selbstkontrolle seiner Stimme bei Opernaufführungen im Dessauer Theater zum privaten Gebrauch Tonbandaufnahmen machen lassen. Aus Dutzenden dieser angesengten, verschmorten und verrußten Tonbänder, die 1980 aus der Brandruine seines Hauses von Tochter und Schwiegersohn seiner zweiten Ehefrau geborgen worden waren, war es dem Berliner Tontechniker und -restaurator Christian Zwarg (studio truesound-transfers) gelungen, etwa 400 Minuten Musik zu digitalisieren. Diese CD-Produktion fand erstaunliche Anerkennung und die Gesangskunst von Horst Wolf höchste Würdigung. So schreibt der Berliner Musikkritiker und Vorsitzende der Frida-Leider-Gesellschaft Peter Sommeregger in dem Musik-Magazin Orpheus: „Diese reichlich gefüllten 5 CDs entreißen den Sänger nachdrücklich dem Vergessen...[…] Der jüngeren Geschichte des Wagner-Gesangs fügt diese späte Veröffentlichung ein interessantes neues Kapitel hinzu […] Sie sollte für Wagnerianer ein Muss sein.“ Und sein Berliner Kollege Rüdiger Winter, Mitglied der Redaktion von Operalounge, ergänzt: „Für mich in jüngster Zeit eines der bemerkenswertesten Ereignisse auf dem Musikmarkt.“